# Lupin III - Una storia senza fine
Lupin III - Una storia senza fine (ルパンさんせい パート6?, Rupan Sansei Pāto Shikkusu) è la sesta serie TV anime di Lupin III, andata in onda dal 10 ottobre 2021 al 26 marzo 2022 su Nippon TV, in concomitanza con la celebrazione del 50º anniversario dell'anime. La serie, diretta da Eiji Suganuma, è prodotta da TMS Entertainment e animata dalla Telecom Animation Film, ed è ambientata in Inghilterra.
In Italia è stata pubblicata in streaming su Prime Video dal 9 ottobre 2021 al 26 marzo 2022, in lingua originale con i sottotitoli italiani e in contemporanea con la trasmissione giapponese, mentre l'edizione doppiata in italiano è stata trasmessa su Italia 2 dal 12 ottobre al 10 novembre 2022 inizialmente il mercoledì in prima serata, mentre da novembre è stata spostata al giovedì in seconda serata.

## Trama
Il ladro gentiluomo Lupin III diventa il principale sospettato dell'omicidio del dottor Watson e così Sherlock Holmes inizia una serie di indagini sulla vicenda con l'intento di scoprire la verità sul suo conto. Nel frattempo, Lupin è alla ricerca di un tesoro nascosto dai "Raven", una misteriosa organizzazione criminale che manipola il governo britannico nell'ombra.

## Doppiaggio
| Personaggio          | Voce giapponese                                          | Doppiatore italiano   |
| -------------------- | -------------------------------------------------------- | --------------------- |
| Arsenio Lupin III    | Kan'ichi Kurita                                          | Luigi Rosa            |
| Daisuke Jigen        | Kiyoshi Kobayashi (ep. 0) Akio Ōtsuka                    | Alessandro D'Errico   |
| Goemon Ishikawa XIII | Daisuke Namikawa                                         | Patrizio Prata        |
| Fujiko Mine          | Miyuki Sawashiro                                         | Emanuela Pacotto      |
| Koichi Zenigata      | Kōichi Yamadera                                          | Mario Zucca           |
| Ispettore Lestrade   | Tomoyuki Shimura                                         | Donato Sbodio         |
| Albert D'Andrésy     | Kenjiro Tsuda                                            | Claudio Moneta        |
| Sherlock Holmes      | Masato Obara                                             | Ruggero Andreozzi     |
| James Moriarty       | Akira Ishida                                             | Mosè Singh            |
| Lily                 | Sumire Morohoshi                                         | Valentina Pallavicino |
| Goro Yatagarasu      | Nobunaga Shimazaki                                       | Mattia Bressan        |
| Arianna              | Nanako Mori                                              | Chiara Francese       |
| Matje Faller         | Risa Shimizu                                             | Deborah Morese        |
| Tomoe                | Rika Fukami (da giovane) Miru Hirotsuyanagi (da anziana) | Lorella De Luca       |
| Lord Faulkner        | Mitsuru Takakuwa                                         | Marco Pagani          |

Kiyoshi Kobayashi, voce giapponese di Jigen fin dalla prima apparizione animata del personaggio nel 1969 (con l'unica eccezione del film d'animazione Lupin III - La cospirazione dei Fuma), si è ritirato dal mondo del doppiaggio dopo aver doppiato l'episodio 0, ed è stato sostituito da Akio Otsuka.
Come le ultime tre serie precedenti, il doppiaggio italiano è stato affidato alla LogoSound di Milano, con la direzione questa volta di Claudio Moneta, che ha anche revisionato i dialoghi realizzati da Alessandro Germano e Pino Pirovano. A differenza delle tre serie precedenti, i cui doppiaggi erano stati realizzati in parte a Milano e in parte a Roma, il cast di questa serie è composto interamente da doppiatori della scuola milanese, per cui sono stati sostituiti i doppiatori di Lupin, Goemon, Fujiko e Zenigata, appartenenti alla scuola romana, mentre è stato confermato solo il doppiatore di Jigen, Alessandro D'Errico, che era l'unico del cast abituale ad essere di Milano. Luigi Rosa, voce di Lupin in questa serie, aveva già in precedenza doppiato il personaggio nel secondo doppiaggio (eseguito a Milano nel 1992) del film Lupin III - Il castello di Cagliostro.

## Produzione
La serie, annunciata il 26 maggio 2021, è prodotta da TMS Entertainment, diretta da Eiji Suganuma, che aveva diretto il ventisettesimo speciale televisivo Lupin III - Prigioniero del passato (2019), scritta da Takahiro Ōkura e il character design è a cura di Hirotaka Marufuji. Oltre a Okura, ci saranno sceneggiature scritte da Mamoru Oshii, Masaki Tsuji, Taku Ashibe, Kanae Minato e Akio Higuchi. Il 7 gennaio 2022 è stato annunciato che Shigeru Murakoshi avrebbe lavorato alla sceneggiatura a partire dall'episodio 13.

## Episodi
| Nº Ja | Nº It | Titolo italiano Giapponese 「Kanji」 - Rōmaji - Traduzione letterale | In onda          | In onda          |
| Nº Ja | Nº It | Titolo italiano Giapponese 「Kanji」 - Rōmaji - Traduzione letterale | Giapponese       | Italiano         |
| 0     | 0     | Episodio 0 - Una nuova epoca 「EPISODE 0 ―時代―」 - Episōdo Zero ―Jidai― – "Episodio 0 - Epoche" | 10 ottobre 2021  | 10 novembre 2022 |
| 0     | 0     | Lupin, Jigen e Goemon finiscono in prigione dopo essere stati nuovamente traditi da Fujiko e catturati dalla polizia utilizzando le ultime armi ad alta tecnologia: elicotteri quadrirotori dotati di programmazione AI e pistole di plastica che spruzzano adesivo a presa rapida. Jigen si lamenta di quanto sia cambiato nel mondo moderno e contempla l'idea di abbandonare l'attività di ladro e lasciare Lupin e Goemon. Dopo essere fuggiti dalla prigione, Jigen ha intenzione di prendere la sua strada, ma si rende conto che la vita è più interessante lavorando con Lupin, e si riunisce con lui, Goemon e Fujiko. |                  |                  |
| 1     | 1     | Sherlock Holmes entra in scena 「シャーロック・ホームズ登場」 - Shārokku Hōmuzu tōjō | 17 ottobre 2021  | 12 ottobre 2022  |
| 1     | 1     | Albert d'Andresy, travestito da Lord Faulkner, ruba una locandina di un film dalla collezione di Faulkner, ma viene arrestato dall'ispettore Lestrade che è assistito da Sherlock Holmes. Holmes ha passato le sue giornate risolvendo alcuni casi di scarsa importanza e contemporaneamente si è preso cura di una studentessa di nome Lily. Albert tenta di scappare e viene ferito da uno sparo di una pistola, ma viene salvato da Lupin e dalla sua banda, che stanno indagando sulla misteriosa società dei "Raven" e sul loro tesoro nascosto. Durante il trambusto generale, il poster viene tagliato a metà, la banda di Lupin ne prende una metà e la polizia recupera l'altra. Mentre Lord Faulkner è trattenuto a Scotland Yard per essere interrogato sul significato del poster, un agente "Raven" gli piazza una bomba, uccidendolo e distruggendo parte dell'edificio. Fujiko tenta di recuperare l'altra metà del poster nel mezzo della confusione generale, ma viene catturata da Zenigata. Tuttavia sopraggiunge Lupin che riesce a farla fuggire e così i due vengono inseguiti da Zenigata e dal resto della polizia sulle strade di Londra. Nel frattempo, Holmes manda Lily a fare una commissione al quartier generale della polizia per tenerla lontana, ma la ragazza lo raggiunge prima del dovuto, proprio mentre Lupin e Fujiko sfrecciano su una moto, facendo gridare Lily non appena li riconosce. |                  |                  |
| 2     | 2     | Il detective e il cattivo 「探偵と悪党」 - Tantei to akutō | 24 ottobre 2021  | 12 ottobre 2022  |
| 2     | 2     | Lily sviene dopo aver visto Lupin, mentre lui e Fujiko scappano da Zenigata. Holmes giura di catturare Lupin e racconta a Lestrade come Lupin sia stato coinvolto nella morte del suo partner, John H. Watson, dieci anni prima. Nel loro nascondiglio, Lupin spiega alla banda la leggenda della società "Raven" e il suo misterioso tesoro, lasciando sorpresi i compagni dal suo legame con Holmes. Quando Lily si sveglia, dice a Holmes che ricorda Lupin in quanto lo aveva già visto in passato. Zenigata e Goro ispezionano il salotto nero di Faulkner, dove Lestrade si offre di collaborare per catturare Lupin. Holmes riesce a rintracciare Lupin e la sua banda in un edificio abbandonato e lo avverte di stare lontano da Lily e di lasciare Londra per sempre. Successivamente il detective conduce Zenigata e la polizia britannica al suo nascondiglio, ma Lupin distrugge l'edificio mentre lui e la sua banda fuggono approfittando della confusione. A casa di Holmes, Lily ha un ricordo di Lupin in piedi sul corpo del padre morto e con in mano una pistola. Nel frattempo, Albert si sta riprendendo in ospedale e i suoi uomini lo informano che Lupin ha lasciato l'Inghilterra. |                  |                  |
| 3     | 7     | La (finta) ferrovia transcontinentale 「大陸横断鉄道（嘘）の冒険」 - Tairiku ōdan tetsudō (uso) no bōken – "L'avventura sulla (falsa) ferrovia transcontinentale" | 31 ottobre 2021  | 19 ottobre 2022  |
| 3     | 7     | In Inghilterra, Lord Marquess organizza una festa per gli appassionati di ferrovie nella sua vasta tenuta che include una replica di una queste. Zenigata convince l'ispettore Queen della polizia di New York che Lupin sarà lì per rubare un prezioso biglietto storico della ferrovia, così partecipa alla festa per evitare che il ladro compia il furto. I nipoti di Queen, Manfred Lee e Frederic Dannay, aspiranti detective in visita dagli Stati Uniti, seguono Fujko nella tenuta di Lord Marquess. Nel frattempo Morton, il maggiordomo di Marquess, uccide il suo signore e finge di essere quest'ultimo. Collaborando con la banda di Lupin, Fujiko riesce a rubare il famigerato biglietto, ma viene catturata dagli uomini di Morton che, dopo aver apparentemente mangiato l'oggetto, decidono di legarla ai binari mentre il treno viaggia con il pilota automatico. Lupin, Zenigata e gli altri, compresi i nipoti di Queen, corrono in suo soccorso prima che arrivi il treno e riescono a salvarla appena in tempo. Morton viene catturato, mentre il vero biglietto viene recuperato dai nipoti, come "ringraziamento" da parte di Fujiko per averla salvata. |                  |                  |
| 4     | 8     | I sicari della cena 「ダイナーの殺し屋たち」 - Dainā no koroshiya-tachi | 6 novembre 2021  | 19 ottobre 2022  |
| 4     | 8     | Vestiti come ebrei chassidici, Lupin e Jigen entrano in un bar dove li attendono otto assassini. Dopo aver passato il tempo a chiacchierare con la cameriera con le lentiggini e consumato la cena, caratterizzata principalmente da carne di maiale, rivelano che sono lì per uccidere un cliente abituale di nome Andre Anderson e recuperare un tesoro che ha rubato. Lupin si offre di condividere la ricompensa con gli altri assassini che sono stati assunti dallo stesso cliente, ma questi rifiutano. Al conto alla rovescia di Lupin, la cameriera spegne le luci, provocando una sparatoria che lascia tutti gli assassini tranne Lupin e Jigen morti. La cameriera era in realtà Fujiko travestita e si reca nell'appartamento di Andre e apparentemente lo uccide. Ottiene così il tesoro, ovvero un'edizione originale di un'antologia di Ernest Hemingway contenente Gli uccisori che è stato segretamente usato come un codice cifrato di Ottendorf dalla CIA per decenni dopo aver ottenuto tutte le copie stampate. I tre cospiratori si preparano quindi a vendere il libro alla CIA. In questo episodio viene presentata una rievocazione de Gli uccisori, inclusa la fuga del ladro originale. |                  |                  |
| 5     | 9     | La capitale dell'impero - I parte 「帝都は泥棒の夢を見る 前篇」 - Teito wa dorobō no yume o miru zenpen – "La capitale imperiale sogna del ladro, prima parte" | 13 novembre 2021 | 19 ottobre 2022  |
| 5     | 9     | Lupin viene catturato da un lampo di luce accecante e si ritrova nel Giappone dell'era Showa intorno al 1930. Qui scopre di essere il ladro "Maschera d'Oro" inseguito dall'ispettore Namikoshi, il quale assomiglia a Zenigata. "Maschera d'Oro" mette gli occhi su un tesoro nazionale del Museo Imperiale, ma deve vedersela con lo straordinario detective privato, Akechi Kogoro e la "Lucertola Nera" che assomiglia a Fujiko. Si scopre poi che "Lucertola Nera" è stata assunta dal colonnello Daidoji, assistito da un maggiore che assomiglia a Jigen ed è armato con una pistola Nambu modello 14. Nel frattempo, Ruriko Shigetomi, erede dei grandi magazzini Shigetomi, ha recuperato un orologio automatico secolare dalla Mongolia Interna e lo sta trasportando in treno a Tokyo, assistita da Sarantuya la cui famiglia ha protetto il prezioso per generazioni. Lupin fallisce nel suo tentativo di rubare l'orologio sul treno e perciò l'oggetto viene messo in mostra al grande magazzino Shigetomi. Durante il tentativo di risolvere il mistero della sua identità Maschera d'Oro, Lupin irrompe nel grande magazzino dove incontra Ruriko, ma vengono improvvisamente interrotti da Goemon Ishikawa che sferra un affondo con la sua spada per attaccare il ladro, ma Lupin riesce a schivarlo. |                  |                  |
| 6     | 10    | La capitale dell'impero - II parte 「帝都は泥棒の夢を見る 後篇」 - Teito wa dorobō no yume o miru kōhen – "La capitale imperiale sogna del ladro, seconda parte" | 20 novembre 2021 | 19 ottobre 2022  |
| 6     | 10    | Nel grande magazzino Shigetomi, Goemon colpisce selvaggiamente Lupin che riesce a scappare mentre nota che la sua spada non è la Zantetsuken. Il colonnello Daidoji e il maggiore Hongo arrivano sul luogo e strappano la chiave dell'orologio automatico a Sarantuya, che in seguito si rivela anche essere l'erede del regno di Altan Khoto. Il piano di Daidoji prevede che l'esercito imperiale giapponese instilli un governo fantoccio nella Mongolia Interna. A seguito di una serie di eventi intersecanti, Ruriko, Sarantuya, Akechi, Lucertola Nera e Lupin si trovano circondati da alti pannelli simili a specchi e tra questi ne spicca uno posto al centro che sembra controllare gli altri. Lupin si offre di inserire un codice, e sorprendentemente le persone e il mondo in cui si trovano iniziano a disintegrarsi lasciando solo Lupin e Goemon. I due si trovano in una moderna struttura di ricerca in cui si erano infiltrati precedentemente, ma sono rimasti intrappolati all'interno di una macchina virtuale progettata per estrarre la password del nascondiglio di Lupin. Mentre Lupin e Goemon fuggono, viene rivelato che la struttura è stata finanziata da Ruriko Shigetomi e che gli eventi dell'era Showa erano basati sui suoi ricordi. Più tardi, durante uno scavo successivo, viene scoperta una pietra che mostra le parole incise che il maestro ladro Lupin, anche noto come la Maschera d'Oro, era lì negli anni '30. |                  |                  |
| 7     | 3     | Un caso molto complicato 「語られざる事件」 - Katararezaru jiken – "Un caso inenarrabile" | 27 novembre 2021 | 12 ottobre 2022  |
| 7     | 3     | Lupin torna a Londra e insegue l'indirizzo di Holmes per controllare Lily quando viene trovato da Zenigata, che cerca di scoprire se Lupin abbia ucciso o meno John Watson. Entrambi individuano un cecchino, il colonnello Sebastian Moran, che tenta di assassinare Holmes con un fucile ad aria compressa e i due cercano di fermarlo. Il loro inseguimento li porta a un cimitero dove vengono costretti a ripararsi dagli spari di Moran. Mentre il ladro e l'ispettore sono bloccati dietro le lapidi, Lupin spiega a Zenigata come è morto John Watson: anni prima un uomo di nome Horatio Clover fu coinvolto in uno dei casi di Holmes e strinse un accordo con Scotland Yard, fornendo informazioni sui Raven in cambio della cancellazione della sua fedina penale. Nonostante fosse sotto la protezione della polizia, Horatio fuggì per incontrarsi con un socio dei Raven che però lo uccise, e sempre quest'ultimo eliminò anche Watson, il quale aveva seguito Horatio durante la sua fuga. Lupin apparve dinanzi a Watson deceduto e venne visto da Lily, che urlò e svenne per lo shock prima che si presentasse Holmes. L'investigatore dedusse correttamente che Lupin non era l'assassino, ma gli disse comunque di non avvicinarsi di nuovo alla bambina, per sopprimere i suoi ricordi dell'incidente ed evitare che diventasse un facile bersaglio dei Raven. Dopo la spiegazione, Lupin e Zenigata decidono quindi di collaborare e riescono a mettere alle strette Moran, che rivela di non lavorare per i Raven ma bensì per un gruppo sconosciuto guidato dal "Professore", poi fugge via. Nel mentre Lupin deduce che Zenigata era in realtà Holmes travestito e apprendendo ciò che è realmente accaduto, il detective decide di dire a Lily la verità, permettendo a Lupin di inseguire il tesoro dei Raven senza la sua interferenza. Nella scena dopo i titoli di coda, Jigen rivela di aver avuto un incidente che ha coinvolto Lily tre anni prima. |                  |                  |
| 8     | 4     | L'ultimo proiettile 「ラスト・ブレット」 - Rasuto Buretto | 4 dicembre 2021  | 12 ottobre 2022  |
| 8     | 4     | Jigen è coinvolto in una sparatoria con un vecchio sicario della CIA, Brad Roark, ma non può usare la sua pistola come prima: il suo vecchio revolver Smith & Wesson modello 19 non può più sparare proiettili magnum, perché l'arma è costruita con il castello K, pensato per i proiettili .38 Special; i .357 Magnum hanno lo stesso diametro, quindi si possono usare, però l'uso continuo ha rovinato il castello. Non volendo cambiare pistola, per il momento Jigen userà i normali proiettili .38 contro Roark e i suoi scagnozzi. Durante una gita scolastica in una galleria d'arte in Scozia, un rapitore mette K.O. Lily Watson con del cloroformio. Il compagno di studi, Kenny Howell, ferma il rapitore prima che Lupin intervenga e lo scacci. Lupin giura a Kenny di mantenere il segreto e decide che lui e Jigen terranno Lily sotto sorveglianza. Quando Lily viene rapita di nuovo, si verifica una sparatoria tra Jigen e Roark. Alla fine Jigen decide di rischiare tutto con un proiettile .357, che uccide con successo Roark, ma distrugge il suo revolver e si ferisce alla mano. Viene quindi rivelato che Lily è in realtà Kenny travestito che fa da esca mentre il loro insegnante, il signor Bruton, porta Lily a Londra sotto gli occhi vigili di Lupin, il tutto all'insaputa di Holmes. Dopo che Lily è tornata sana e salva a casa, Jigen fa sostituire il castello K originale del suo revolver con una versione personalizzata realizzata da un armaiolo, estendendone la vita utile. |                  |                  |
| 9     | 11    | Il diamante nero 「漆黒のダイヤモンド」 - Shikkoku no Daiyamondo | 11 dicembre 2021 | 26 ottobre 2022  |
| 9     | 11    | La cacciatrice di tesori specializzata che si fa chiamare Cherry attira Lupin a un'asta clandestina di alcuni tesori del grande pirata Zeke Barbatos, attivo in Brasile 75 anni prima. Secondo quanto riferito, il tesoro include il Diamante Nero e il Rubino Venusiano. All'asta, Lupin incontra una donna anziana che compra una bambola kokeshi simile alla sua che fa parte del tesoro. Lupin la ruba e poi la restituisce alla donna dopo aver estratto il suo frammento della mappa del tesoro di Zeke, ma Fujiko guarda i pezzi per rintracciare lei stessa il Diamante Nero. La donna, i soci di Fujiko, Lupin, Jigen e Goemon, convergono tutti sulla posizione del tesoro in Brasile, ai piedi di un albero che fiorisce ogni 75 anni durante la Luna piena. Si scopre che la donna è in realtà Cherry ed è la sorella di Sakura, l'amante di Zeke, che si è suicidata poco dopo l'esecuzione di quest'ultimo. Cherry lascia le due bambole alla base dell'albero in ricordo dei due amanti, non interessati a nessun tesoro. Fujiko scava comunque una buca per cercare il diamante, ma è delusa di trovare solo una scatola di pepe. Al tempo veniva considerato un bene prezioso e veniva chiamato per l'appunto "Diamante Nero". |                  |                  |
| 10    | 12    | L'uccello di Darwin 「ダーウィンの鳥」 - Dāwin no tori | 18 dicembre 2021 | 26 ottobre 2022  |
| 10    | 12    | Fujiko tiene d'occhio il fossile di un archaeopteryx in mostra al Museo di storia naturale per un uomo che si fa chiamare Mihail, Michael o Miguel, per conto del suo signore che vuole che rubi il prezioso oggetto. L'esemplare fu scoperto in una cava a Solnhofen, in Germania, nel 1861, 2 anni dopo che Darwin pubblicò L'origine delle specie. Il datore di lavoro di Mihail crede che i tre fossili scoperti di archaeopteryx siano opera del falsario Karl Häberlein. Mihail non è interessato se il fossile sia reale o meno, ma vuole che lei rubi l'originale che è custodito in un caveau all'interno del museo. Fujiko irrompe nel luogo designato e Lupin la segue. Trovano quello che sembra essere il fossile originale, ma Lupin apre una porta in un'altra stanza dove trova una versione enorme del fossile attaccata al muro. La vista dell'oggetto evoca l'immagine dell'angelo caduto e Fujiko sospetta che Mihail sia l'agente di Dio perciò decide di non proseguire con l'accordo che hanno stipulato in precedenza. |                  |                  |
| 11    | 5     | La Raven e la verità 「真実とワタリガラス」 - Shinjitsu to watarigarasu | 25 dicembre 2021 | 12 ottobre 2022  |
| 11    | 5     | Intorno a mezzanotte, un uomo torna a casa da un pub e viene ucciso da qualcuno che sospetta stia lavorando per i Raven. Viene identificato la mattina dopo come Alex Jenkinson, un imprenditore edile che ha usato i suoi metodi prepotenti per acquisire proprietà. Arrivano i "Baker Street Irregulars" locali e il proprietario del pub Derrick Barnes conferma che Jenkinson è stato visto bere con Fujiko quella notte. La banda di Lupin sospetta che l'assassino abbia anche ucciso Lord Faulkner che stava comprando un terreno locale. Holmes dice a Lestrade e Zenigata che chiunque sia interessato a quella terra è morto, e offre una ricompensa di un milione di sterline per la metà del poster di Falkner tenuto da Lupin. Ciò spinge numerosi cacciatori di taglie a inseguire Lupin, tra cui Lestrade e Zenigata, e Lupin lascia che la sua metà del poster cada nelle loro mani. Nel frattempo, Holmes sospetta che l'assassino abbia ucciso anche Watson e Faulkner. Ritorna al salotto nero di Faulkner per indagare con Zenigata ed è seguito da Lily. Holmes incontra Lupin ed entrambi deducono che il poster era una distrazione e il vero indizio era da qualche parte nella stanza. Poiché Faulkner ha trascorso tutte le ore diurne a lavorare nella stanza buia, ipotizzano che stesse proteggendo qualcosa dalla luce. Lupin strappa le tende e, mentre la luce del sole riempie la stanza, colpisce il punto in cui il poster stava componendo un simbolo dei Raven ma innesca involontariamente una massiccia esplosione. |                  |                  |
| 12    | 6     | Lestrade e il tesoro 「英国の亡霊」 - Igirisu no bōrei – "Lo spettro dell'Inghilterra" | 25 dicembre 2021 | 19 ottobre 2022  |
| 12    | 6     | Lupin, Holmes, Lily e Zenigata sopravvivono all'esplosione, rendendosi conto che il salotto nero non era altro che una trappola esplosiva. Holmes deduce che l'anello che Faulkner indossava sempre sia la chiave per trovare il tesoro, ma durante la notte un uomo ruba l'anello e lo usa per sbloccare una lapide che lo porta a un passaggio segreto contenente il tesoro dei Raven. Questi però viene messo alle strette da Holmes, aiutato da Lily e Lestrade, e Holmes scopre che si tratta di Eliot. Segue uno scontro a fuoco ed Eliot viene colpito da Lupin che era arrivato in solitaria e dice a Lily che Eliot ha ucciso suo padre. Holmes e Lupin si sparano l'un l'altro e nel caos generale Lily ricorda che fu Lestrade l'ultima persona ad incontrare suo padre prima che venisse assassinato. Holmes lo aveva già dedotto in precedenza e aveva preparato questa trappola per smascherare Lestrade, quest'ultimo allora minaccia di uccidere tutti con due bombe per poi prendere il tesoro tutto per sé. Tuttavia, Lupin rivela che il tesoro dei Raven è semplicemente una raccolta di bombe della seconda guerra mondiale inutilizzabili, spingendo il frustrato Lestrade a scappare e saltare nel Tamigi, facendo detonare le bombe. Lupin in seguito svela che l'ultima richiesta di Watson era che Holmes vegliasse su Lily; però, essendo vicino alla morte, aveva confuso l'aspetto di Lupin con quello del suo amico. Qualche tempo dopo, Holmes torna ad occuparsi di casi più importanti con Lily come sua partner e incontra James Moriarty, il quale si rivela essere il misterioso "Professore". Morarity dice poi a Lupin di stargli alla larga, così il ladro gentiluomo decide di lasciare finalmente Londra. |                  |                  |
| 13    | 13    | Un diamante venuto dal passato 「過去からの招待状」 - Kako kara no shōtaijō – "Un invito dal passato" | 8 gennaio 2022   | 26 ottobre 2022  |
| 13    | 13    | Lupin si stabilisce a New York, ma si annoia fino a quando Fujiko non gli racconta di un'asta di gioielli con tesori legati ai miti classici. Quando vede un grande gioiello rosso nel catalogo che è stato rubato dal caveau di suo nonno da una maestra ladra, Lupin decide di rubarlo. Lupin fa amicizia con una fiorista di nome Matje che inganna facendogli consegnare i suoi insetti volanti elettronici all'asta come parte del suo piano. Tuttavia, durante l'evento, fanno irruzione un gruppo di donne dai capelli rossi pesantemente armate che si impossessano dei tesori. Lupin gli dà la caccia, ma durante lo scontro il gioiello rosso cade nelle mani della leader femminile quando si ferma per salvare Matje dalla caduta di alcune macerie. Mentre la leader se ne va con il gioiello, Lupin spiega alla sua banda che quella donna sa che lui è il figlio di Tomoe, ovvero sua madre, la quale in passato rubò il prezioso oggetto a suo nonno. |                  |                  |
| 14    | 14    | Inganni 「蜃気楼の女たち」 - Shinkirō no onna-tachi – "Le donne del miraggio" | 15 gennaio 2022  | 26 ottobre 2022  |
| 14    | 14    | Lupin fa visita a Matje in via di guarigione, la quale però non si rivela molto sorpresa nello scoprire la sua vera identità. In seguito Fujiko rivela che il gruppo di ladre è noto come "Elvira" e la loro leader si chiama Mercedes Camilo. Inoltre ha scoperto che il loro prossimo colpo si terrà alla banca Banco Alban in Messico tra cinque giorni, poi Lupin afferma che in realtà il vero obiettivo della donna è proprio lui. Durante una sosta, Lupin rivela che Tomoe non è la sua madre biologica, ma bensì un insegnante assegnatogli dal nonno per vedere se fosse degno del nome "Lupin", insegnandogli tutto ciò che sa; però il ladro la considera una figura materna. Racconta anche dell'incidente avvenuto quando ha rubato il tesoro di suo nonno, dove è presumibilmente morta. Il giorno designato, Mercedes ed Elvira affrontano Zenigata e le forze di polizia, rapinando la banca, mentre la banda di Lupin riesce a piazzare un localizzatore su uno dei veicoli delle ladre. Lupin e la sua banda irrompono nel loro nascondiglio e, dopo diversi tentativi di superarsi in astuzia a vicenda, Lupin riesce a spuntarla, sconfiggendo Mercedes e reclamando il suo tesoro. Mentre chiede a Mercedes di Tomoe, Lupin rimane scioccato di scoprire che quest'ultima sia stata anche essa addestrata da Tomoe, e ciò viene ulteriormente confermato quando trovano una lettera dedicata. Mercedes e il resto di Elvira vengono arrestate, mentre Lupin giura di scoprire la verità sulla notte in cui Tomoe è apparentemente morta. |                  |                  |
| 15    | 15    | La Lacrima di Marsiglia 「祝福の鐘に響けよ、銃声」 - Shukufuku no kane ni hibike yo, jūsei – "Sparo, risuona tra le campane a nozze" | 22 gennaio 2022  | 26 ottobre 2022  |
| 15    | 15    | Lupin rivela a Jigen che il loro prossimo colpo prevederà di rubare la "Lacrima di Marsiglia", un gioiello la cui esistenza è stata recentemente trapelata su Internet, che sarà donato alla sposa del conte Fernand Maistre, Mylene Legrand, un medico locale. Tuttavia, Jigen chiede a Lupin di rimandare la rapina, poiché ha avuto una storia con Mylene, infatti in passato la donna gli salvò la vita da una ferita mortale riportata a seguito di una sparatoria. Nonostante i due si siano avvicinati l'uno all'altra, alla fine Jigen ha deciso di lasciarla perdere per via dello stile di vita che aveva scelto. In vista del matrimonio, Jigen scopre che un criminale noto come Jackal, specializzato in rapimenti e riscatti, sta prendendo di mira Mylene, quindi veglia segretamente su di lei, prima di localizzare e uccidere i membri della banda di Jackal, tranne quest'ultimo, che riesce a mettersi in fuga. Il giorno delle nozze, Jigen incoraggia Fernard, che crede di non essere degno di Mylene, e uccide Jackal quando tenta di farlo fuori per vendicarsi. In seguito Mylene incontra Lupin, rivelando che è stata lei a far trapelare la Lacrima di Marsiglia in rete per attirare l'attenzione su di sè, permettendole di vedere Jigen ancora una volta prima di sposarsi e mostrando che continua a provare sentimenti per lui. Così la donna dà il gioiello a Lupin, il quale lo consegna a Jigen che poi decide di gettarlo nell'oceano. |                  |                  |
| 16    | 16    | Samurai Collection 「サムライ・コレクション」 - Samurai Korekushon | 29 gennaio 2022  | 3 novembre 2022  |
| 16    | 16    | Gabby, una famosa stilista le cui collezioni non vengono mai vendute sul mercato, torna sotto i riflettori dopo una pausa di cinque anni per presentare una nuova linea di moda, assumendo Goemon come modello dopo che lei lo ha incontrato e salvato durante uno dei suoi allenamenti. Pur essendo un completo dilettante nel mondo della moda, Goemon trova un nuovo modo di rinvigorirsi nei suoi esercizi da modello. Allo stesso tempo, Lupin ha in programma di accaparrarsi gli ultimi modelli di Gabby per una vendita al mercato nero, in cambio della promessa di una notte romantica con Fujiko. La notte della presentazione, quando Lupin dà via al colpo rubando gli abiti direttamente dalle modelle, Goemon lo contrasta, lasciando Lupin inseguito da Zenigata. Nonostante la sua conclusione caotica, lo spettacolo diventa un grande successo, ispirando Gabby a pianificarne una replica. |                  |                  |
| 17    | 17    | Sincronismo perfetto 「0.1秒に懸けろ」 - Rei ten ichibyō ni kakero – "Tempo un decimo di secondo" | 5 febbraio 2022  | 3 novembre 2022  |
| 17    | 17    | Linfeng Wang, ex ingegnere capo dell'ICPO, ha lanciato Wangtic Security, una nuova società di sicurezza che è orgogliosa del suo nuovo "L.system", un sistema che prende il nome da Lupin e realizzato per contrastare i suoi travestimenti più intelligenti. Segretamente infatuata di lui, la donna sfida Lupin a rubare una moneta unica, la Flowing Hair dollar, dal suo quartier generale pesantemente sorvegliato per fornire una dimostrazione dal vivo. Lupin accetta, ma per disabilitare il L.system, lui e la sua banda devono estrarre i suoi quattro alimentatori contemporaneamente, rendendo la loro esatta sincronizzazione l'ostacolo più difficile da superare. La notte della sfida, Lupin fa in modo che una massa di cosplayer travestiti da lui prenda d'assalto l'edificio, usandoli come copertura per raggiungere i generatori di energia. Mentre la banda di Lupin si prepara per il conto alla rovescia, Wang interrompe le loro comunicazioni, ma usando le repliche pubblicitarie di Wangtic come segnale, riescono a spegnere il L.system e rubare la moneta. Dopo aver fatto un ultimo complimento a Wang, Lupin scappa con la sua banda e Zenigata, che ha anticipato il suo successo, lo insegue. |                  |                  |
| 18    | 18    | Una morte misteriosa - I parte 「フェイクが嘘を呼ぶ 前篇」 - Feiku ga uso o yobu zenpen – "La bugia dell'impostore - prima parte" | 5 febbraio 2022  | 3 novembre 2022  |
| 18    | 18    | Lupin fa visita al fioraio dove Matje è tornata a lavorare e spiega che sta programmando una vacanza. Lupin vede poi una notizia sulla signora Hazel, la politica emergente della Repubblica di Cotornica che attribuisce la sua ascesa a Tomoe, ovvero la sua tutrice privata scomparsa nel nulla. Incuriosito, Lupin porta la sua banda a Cotornica a indagare e si imbatte in Matje. Lupin fa visita a Hazel per chiederle di Tomoe e, mentre è lì, ricevono un video falso di Hazel presente all'assassinio di un prigioniero. Lupin viene così fotografato nel suo appartamento provocando uno scandalo per Hazel. Più tardi, Lupin vede il veicolo del fotografo e lo segue fino a un ristorante di kebab dove vede alcuni loschi figuri. Li segue e trova il socio di Hazel, Selim, che lavora con un gruppo che complotta per screditarla e Lupin prende tutti i loro dati. Dà le informazioni ad Hazel che avverte che non deve avvicinarsi di nuovo a lei per mantenere la sua reputazione, quindi lascia il Paese. Più tardi, Zenigata visita l'appartamento di Hazel e la trova morta a colpi di arma da fuoco, ma all'improvviso arriva la polizia locale e lo arresta per il suo omicidio. |                  |                  |
| 19    | 19    | Una morte misteriosa - II parte 「フェイクが嘘を呼ぶ 後篇」 - Feiku ga uso o yobu kōhen – "La bugia dell'impostore - seconda parte" | 19 febbraio 2022 | 3 novembre 2022  |
| 19    | 19    | Dopo la morte di Hazel, Lupin se ne va e i confini di Cotornica vengono chiusi mentre Zenigata viene tenuto in prigione. Yata e Ariana cercano delle prove per la polizia e Ariana scopre che anche la sua tutrice, Tomoe, ha insegnato ad Hazel in passato. Una giovane ufficiale li informa che Selim è stato interrogato come tentativo per ricattare Hazel e si scopre che non è stato lui ad ucciderla. Fanno irruzione dal fotografo paparazzo che aveva pedinato Hazel e usano alcune copie delle sue foto per far rilasciare Zenigata. Durante la notte, Yata e Ariana trascorrono un romantico momento insieme, ma in seguito Ari scopre un indizio in una delle foto di qualcuno che conosce mentre lascia l'appartamento di Hazel. La mattina presto incontra Matje e, durante la loro conversazione, Ariana conferma il suo sospetto che Matje sia coinvolta nella morte di Hazel. Ariana estrae la pistola, ma Matje riesce a pugnalarla e scappare. Zenigata e Yata arrivano sul luogo e Ariana dà loro una registrazione della sua conversazione con Matje che dice deve essere inviata a Lupin, poi perde i sensi. |                  |                  |
| 20    | 20    | Amiche 「二人の悪女」 - Futari no akujo – "Due perfide donne" | 26 febbraio 2022 | 3 novembre 2022  |
| 20    | 20    | Mentre si prepara per un appuntamento con Lupin, Fujiko incontra inaspettatamente Amelia, un'ex amica ladra. Nonostante lo scarso tasso di successo della loro squadra, Amelia vuole collaborare di nuovo con lei per colpire un leader di una setta, l'ex presidente della società tecnologica Grayson, che ha una malata ossessione di marchiare letteralmente le sue "proprietà". Si scopre poi che in passato Fujiko e Amelia si sono imbattute nello stesso Grayson e Fujiko ha finito per marchiare il suo occhio sinistro ferendolo, poi quest'ultimo ha finto la sua morte. Ad un certo punto Amelia sembra tradire Fujiko, la quale sta per essere sezionata da Grayson ma poi le due donne riescono a ribaltare la situazione portandosi in vantaggio e rivelando che sono venute lì per vendicarsi delle operazioni di traffico di minorenni della sua azienda tecnologica che vede Amelia e le sue amiche d'infanzia tra le loro vittime. Lupin, che ha violato il sito del dark web di Grayson come parte del piano di Fujiko, confonde il sistema di intelligenza artificiale di Grayson, che lo incenerisce definitivamente. Pochi mesi dopo, Amelia dà alla luce un figlio. |                  |                  |
| 21    | 21    | L'isola delle sirene 「うたかたの島へようこそ」 - Utakata no shima e yōkoso – "Benvenuti sull'isola spumosa" | 5 marzo 2022     | 10 novembre 2022 |
| 21    | 21    | Muru, una giovane donna con ideali romantici che vive nel villaggio di Mitten circondato da navigli, racconta alcune storie ai pescatori locali sulle leggende riguardanti le sirene del villaggio quando avviene un tamponamento sul ponte levatoio, che coinvolge anche la piccola macchina di Lupin. Mentre Lupin si riprende da un colpo di frusta in ospedale, Muru è affascinata dalla bellezza di Fujiko, che secondo lei sembra una sirena, e la segue, inventandosi storie romantiche nella sua mente mentre Fujiko incontra Jigen e poi Goemon. Muru li segue e poi Lupin mentre aspettano che il ponte venga riparato, immaginando che i tre uomini siano tutti corteggiatori di Fujiko. Fa in modo che si incontrino nella notte di luna piena, pianificando che ognuno di loro gareggerà per l'amore di Fujiko che ha convinto a indossare un costume da sirena. Il piano va in fumo quando solo Lupin dichiara apertamente il suo amore, ma viene schiaffeggiato da Fujiko. Quando Muru scopre che Lupin è il famoso ladro, inizia a pensare a un'altra storia che coinvolge se stessa diventando una femme fatale. |                  |                  |
| 22    | 22    | Una voce dal passato 「私のママの記録」 - Watashi no mama no kiroku – "Le cronache di mia mamma" | 12 marzo 2022    | 10 novembre 2022 |
| 22    | 22    | Una giovane donna di nome Finn Clarke si reca a Revonland, nell'Artico, per saperne di più su sua madre, morta dopo averla partorita 16 anni prima. Rimane con Daniel e Anna, vecchi guardiani che avevano vegliato su sua madre dopo che aveva improvvisamente lasciato l'America, con Anna che credeva che Finn fosse sua madre, Mariel. Usando il suo vecchio diario e le sue foto, Finn scopre che al liceo Mariel aveva una cotta per un giocatore di football di nome Sean, inoltre vi era anche un altro ragazzo di nome Allen che continuava a rifiutare. Viene anche a sapere che dopo essere venuta a Revonland, suo nonno aveva assunto una "tutrice". Finn riesce a trovare alcune cassette audio che descrivono in dettaglio le lezioni tra Mariel e la sua tutrice, Tomoe, e la registrazione viene sentita da Lupin e Matje. Finn poi scopre che Mariel era rimasta incinta di lei da Allen, con Tomoe che usava una parvenza di ipnosi per farle credere che fossero sempre vicini l'una all'altro. Ascoltando l'ultima registrazione, viene rivelato in una telefonata con Sean che Allen aveva aggredito Mariel, e poi lui e altri due ragazzi sono stati uccisi da un'altra delle "studentesse" di Tomoe, che si è suicidata subito dopo. Mentre Finn va in stato di shock, Lupin, che si trovava nei paraggi, si precipita a salvarla, mentre Anna torna in sè e consola Finn. Alla fine Lupin riflette su quale sia l'obiettivo di Tomoe e si imbatte in Zenigata. |                  |                  |
| 23    | 23    | Memorie di un'anziana signora 「最愛の魔女の思い出」 - Saiai no majo no omoide – "Memorie di una cara strega" | 19 marzo 2022    | 10 novembre 2022 |
| 23    | 23    | Lupin, Goemon e Jigen incontrano Zenigata che sta inseguendo Matje Farah, che secondo una registrazione di Ariana, sembra che abbia apparentemente pugnalato quest'ultima e ucciso Hazel. Quando Lupin sente le parole della poesia di sua madre contenenti una forma d'ipnosi, attacca Zenigata e i suoi amici e scappa con l'aiuto di Matje. Zenigata interroga Elvira in prigione riguardo a Tomoe e trova un indizio al villaggio di Mahiko. Nel frattempo Lupin arriva al villaggio e saluta Tomoe, ormai anziana, che spiega che la sua morte è stata simulata convincendo un'impostora a prendere il suo posto. Successivamente arriva Matje che spara a Lupin, il quale cade dal balcone, e Tomoe spiega a Matje che ha istruito donne di diversi Paesi a portare un codice in diverse lingue che avrebbe ricondotto Lupin, suo figlio, da lei. Mentre Matje si prepara a uccidere Tomoe, rimane sorpresa di vedere che Lupin è sopravvissuto allo sparo, così la donna gli punta contro un coltello. |                  |                  |
| 24    | 24    | Stretta finale 「悪党が愛すもの」 - Akutō ga aisu mono – "L'amore del cattivo" | 26 marzo 2022    | 10 novembre 2022 |
| 24    | 24    | Lo scontro di Lupin e Matje viene interrotto dall'arrivo di Jigen, Goemon e Fujiko. I tre chiedono la prova che Tomoe sia davvero la madre di Lupin, quindi lei rivela che la scatola si trova nella cassaforte originale. Lupin poi rivela che si è liberato dal lavaggio del cervello già da un po', grazie ai suoi forti ricordi e al legame con i membri della sua banda che lo hanno riportato in sé, e aveva escogitato il piano per convincerla a rivelare la posizione della scatola subito dopo essere stato colpito. Capisce che la scatola, piuttosto che contenere la prova dei genitori di Tomoe, contiene informazioni sulle sue vere radici. Tomoe ride maniacalmente, affermando che continuerà a usare più donne e metodi per convincere Lupin a diventare suo, poi cerca di uccidere Matje ma Lupin spara a Tomoe. Mentre Tomoe giace morente, Matje si arrabbia ulteriormente perché Tomoe le ha rubato la vita colpendola ripetutamente col coltello e ha ancora intenzione di combattere Lupin, cosa che lui accetta. Durante il loro combattimento, sopraggiunge Zenigata, il quale afferma che Arianna ha appena ripreso conoscenza, poi Lupin dice a Matje di decidere secondo i suoi standard come sarà una truffatrice, lei si rivela d'accordo e viene arrestata. Lupin e la banda aprono la cassaforte per prendere la scatola, e qui trovano l'ultima trappola mortale di Tomoe ma riescono a salvarsi. Lupin si rende conto che la scatola è stata su di lei per tutto il tempo, e dopo averla reclamata e aver bruciato la casa, la getta nel fuoco, decidendo che il suo presente con gli altri è più importante del suo passato. Più tardi, Mercedes evade di prigione, non preoccupandosi più di superare Lupin, e Zenigata riprende a dare la caccia a Lupin e la sua banda. |                  |                  |

## Colonna sonora
La colonna sonora che accompagna la serie animata, composta da Yūji Ōno e i Lupintic Six with Friends, è stata pubblicata il 3 novembre 2021.Come sigla di apertura è stato usato un nuovo arrangiamento del Rupan Sansei no Theme, mentre la sigla di chiusura adotta il brano MILK TEA cantato da Akari Dritschler per i primi 12 episodi e il brano Bitter Rain cantato da Sakura Fujiwara per i restanti 12. Entrambe le canzoni sono state composte da Yūji Ōno, e tali musiche sono state mantenute anche nella versione italiana.